# Dilatador nasal
Los dilatadores nasales son dispositivos que se utilizan para mantener las fosas nasales abiertas. Existen diferentes tipos de dilatadores nasales, pero todos tienen el mismo objetivo: mejorar la respiración nasal al aumentar el flujo de aire que entra por las fosas nasales.
Los dilatadores nasales se pueden clasificar en dos categorías principales: los que se colocan en la parte externa de la nariz y los que se insertan en las fosas nasales. Los dilatadores nasales externos se adhieren a la parte superior del puente nasal y se expanden para mantener las fosas nasales abiertas. Los dilatadores nasales internos se insertan en las fosas nasales y se expanden para mantenerlas separadas. Estos dilatadores internos se pueden usar para dilatar la zona anterior o la zona posterior de las fosas nasales.
Algunas personas utilizan los dilatadores nasales para mejorar la calidad del sueño, ya que pueden ayudar a reducir la frecuencia y la intensidad del ronquido al aumentar el flujo de aire por las fosas nasales. También se pueden utilizar para tratar la  apnea del sueño leve o para reducir la congestión nasal en personas que padecen alergias o resfriados.
Además, los dilatadores nasales se han popularizado entre los atletas y deportistas como una forma de mejorar el rendimiento. Al aumentar el flujo de aire que entra en los pulmones, se puede mejorar la capacidad aeróbica y la resistencia durante el ejercicio. Los dilatadores nasales también pueden ayudar a reducir la fatiga y la incomodidad durante el ejercicio, especialmente en aquellos que tienen dificultades para respirar por la nariz debido a la congestión nasal o la desviación del tabique nasal.
Es importante tener en cuenta que cada persona es única y que los resultados pueden variar. Es recomendable consultar con un médico o especialista en deportes antes de utilizar cualquier dispositivo para mejorar el rendimiento o tratar problemas respiratorios. Además, los dilatadores nasales no deben usarse como una solución permanente para problemas respiratorios, ya que pueden ocultar problemas subyacentes que requieren tratamiento médico.
Su uso tiene varias ventajas tanto en la práctica del deporte como en el sueño. Además, tiene precios bajos.

## Deporte
- Aumenta el rendimiento respiratorio.
- Aumento de la oxigenación muscular.
- Disminución del esfuerzo respiratorio.
- Previene el endurecimiento de la nariz en respiraciones pesadas.

## Sueño
- Disminución de la dificultad para respirar.
- Disminución de los ronquidos.
- Evita el secado de la garganta.

## Septo nasal desviado (solo dilatadores especializados)
- Abre el paso de aire para respirar.
- Facilita la aireación de los senos nasales.
- Reduce la sensación de falta de aire.

## Congestión nasal
- Abre el paso de aire entre las membranas inflamadas, para respirar.
- Reduce el agobio por falta de aire.